# OSAKA土曜スペシャル
『OSAKA土曜スペシャル』（オオサカどようスペシャル）は、テレビ大阪で2018年4月21日より隔週土曜日18:59 - 20:54に放送されている単発特別番組枠。

## 概要
テレビ東京の『土曜スペシャル』等の特別番組と隔週で交互に放送される、自社制作の特別番組を放送する単発特別番組枠。1ヶ月のうち土曜日が5週ある場合は5週目は当枠を優先する。

## 放送ラインナップ
- 大阪人の新常識 OSAKA LOVER - 当枠設置と同時に開始。月1回放送[1]。
- 関西私鉄沿線[1]
- なにわの名曲 紅白歌合戦（2018年7月7日放送）[1][2]
- 文化の時間〜みんながアレを好きな理由わかりました〜（2018年11月3日放送）[3]
- 文化の時間〜ポン酢、自転車、キダ・タローやっぱ好きやねんSP（2019年2月16日放送）

## 関連番組
- 土曜エンタテインメント - 前番組